# كروماتيكا
كروماتيكا (بالإنجليزية: Chromatica) هو الألبوم الاستوديو السادس للمغنية الأمريكية ليدي غاغا، صدر في 29 مايو 2020 عن طريق شركة إنترسكوب ريكوردز. كان من المقرر إصداره في 10 أبريل 2020، لكن تم تأجيله بسبب جائحة فيروس كورونا.
يمثل الألبوم عودة غاغا إلى موسيقى الرقص الإلكترونية، ويتناول مواضيع مثل الصحة النفسية، الشفاء، والمساواة. حصل الألبوم على إشادة نقدية واسعة، وحقق نجاحًا تجاريًا في عدة دول.

## الخلفية والإصدار
بعد نجاح فيلم A Star Is Born وألبومه المصاحب، بدأت ليدي غاغا العمل على الألبوم بالتعاون مع المنتج بلود بوب. في مارس 2020، كشفت غاغا عن اسم الألبوم ووصفته بأنه "عالم خيالي تُشفى فيه المشاعر من خلال الموسيقى".

## الأغاني
يحتوي الألبوم على 16 مقطوعة، من ضمنها ثلاث فواصل موسيقية. من أبرز الأغاني:
- "Stupid Love" – أول أغنية منفردة من الألبوم، صدرت في 28 فبراير 2020.
- "Rain on Me" – تعاون مع أريانا غراندي، فازت بجائزة غرامي لأفضل أداء بوب ثنائي/جماعي.
- "Sour Candy" – تعاون مع فرقة بلاكبينك الكورية.

### قائمة الأغاني
| #   | عنوان                            | المدة |
| --- | -------------------------------- | ----- |
| 1.  | "Chromatica I"                   | 1:00  |
| 2.  | "Alice"                          | 2:57  |
| 3.  | "Stupid Love"                    | 3:13  |
| 4.  | "Rain on Me (مع أريانا غراندي)"  | 3:02  |
| 5.  | "Free Woman"                     | 3:11  |
| 6.  | "Fun Tonight"                    | 2:53  |
| 7.  | "Chromatica II"                  | 0:41  |
| 8.  | "911"                            | 2:52  |
| 9.  | "Plastic Doll"                   | 3:41  |
| 10. | "Sour Candy (مع بلاكبينك)"       | 2:37  |
| 11. | "Enigma"                         | 2:59  |
| 12. | "Replay"                         | 3:06  |
| 13. | "Chromatica III"                 | 0:27  |
| 14. | "Sine from Above (مع إلتون جون)" | 4:04  |
| 15. | "1000 Doves"                     | 3:35  |
| 16. | "Babylon"                        | 2:41  |

## الأداء التجاري
تصدر الألبوم قائمة بيلبورد 200 الأمريكية، وكان الألبوم السادس لغاغا الذي يحقق ذلك. كما تصدر قوائم الألبومات في المملكة المتحدة، كندا، أستراليا وعدة دول أخرى.

## روابط خارجية
- Chromatica على موقع ميتاكريتيك (الإنجليزية)
- Chromatica على موقع أول موفي (الإنجليزية)
- الموقع الرسمي